# Xã Rock Creek, Quận Wabaunsee, Kansas
Xã Rock Creek (tiếng Anh: Rock Creek Township) là một xã thuộc quận Wabaunsee, tiểu bang Kansas, Hoa Kỳ. Năm 2010, dân số của xã này là 53 người.